# Campionato britannico di Formula 1 1982
La stagione 1982 del Campionato britannico di Formula 1  (1982 British Formula One season) fu la quarta e ultima edizione di questo campionato. Iniziò il 9 aprile e terminò il 30 agosto dopo 5 gare. Si impose Jim Crawford su Ensign-Ford Cosworth.

## La pre-stagione

### Calendario
| Gara | Nome                           | Circuito                | Giri | Lunghezza           | Data      |
| ---- | ------------------------------ | ----------------------- | ---- | ------------------- | --------- |
| 1    | International Gold Cup         | Circuito di Oulton Park | 65   | 65×2,661=172,984 km | 9 aprile  |
| 2    | Caribbean Airways Trophy 1     | Brands Hatch            | 40   | 40×4,206=168,237 km | 12 aprile |
| 3    | Rivet Supply Trophy            | Thruxton                | 45   | 45×3,791=163,005 km | 31 maggio |
| 4    | Donington Summer International | Donington Park          | 50   | 50×3,149=157,450 km | 15 agosto |
| 5    | Caribbean Airways Trophy 2     | Brands Hatch            | 30   | 30×4,206=126,180 km | 30 agosto |

- Tutte le gare sono disputate nel Regno Unito.

## Piloti e team
| Scuderia             | Telaio                         | Nr. | Pilota         | Gare   |
| -------------------- | ------------------------------ | --- | -------------- | ------ |
| Team Ensign          | Ensign N180B- Cosworth DFV V8  | 3   | Jim Crawford   | 1-4    |
| Team Ensign          | Ensign N180B- Cosworth DFV V8  | 4   | Joe Castellano | 4-5    |
| Colin Bennett Racing | McLaren M29- Cosworth DFV V8   | 6   | Arnold Glass   | 1-4    |
| Colin Bennett Racing | March 811- Cosworth DFV V8     | 7   | Val Musetti    | 1-3    |
| Team Sanada          | Fittipaldi F8- Cosworth DFV V8 | 8   | Tony Trimmer   | 1-3    |
| Warren Booth         | Shadow DN9-Cosworth DFV V8     | 11  | Warren Booth   | Tutte  |
| John Jordan          | BRM P207- BRM 202 V12          | 12  | David Williams | 3-5    |
| Nick Mason           | Tyrrell 008- Cosworth DFV V8   | 14  | John Brindley  | 2, 4-5 |
| EMKA Productions     | Williams FW07- Cosworth DFV V8 | 16  | Steve O'Rourke | 3, 5   |
| Team Peru            | Williams FW07- Cosworth DFV V8 | 82  | Jorge Koechlin | 4-5    |

## Risultati e classifica

### Gare
| Gara | Circuito       | Pole Position  | GPV            | Vincitore      | Vettura                  |
| ---- | -------------- | -------------- | -------------- | -------------- | ------------------------ |
| 1    | Oulton Park    | Jim Crawford   | Jim Crawford   | Tony Trimmer   | Fittipaldi-Ford Cosworth |
| 2    | Brands Hatch   | Tony Trimmer   | Jim Crawford   | Jim Crawford   | Ensign-Ford Cosworth     |
| 3    | Thruxton       | Tony Trimmer   | Jim Crawford   | Jim Crawford   | Ensign-Ford Cosworth     |
| 4    | Donington Park | Jim Crawford   | Jim Crawford   | Jim Crawford   | Ensign-Ford Cosworth     |
| 5    | Brands Hatch   | Jorge Koechlin | Joe Castellano | Joe Castellano | Ensign-Ford Cosworth     |

### Classifica piloti
I punti vengono assegnati secondo lo schema seguente:
| Sistema di punteggio | Sistema di punteggio | Sistema di punteggio | Sistema di punteggio | Sistema di punteggio | Sistema di punteggio | Sistema di punteggio | Sistema di punteggio | Sistema di punteggio |
| Posizione            | 1º                   | 2º                   | 3º                   | 4º                   | 5º                   | 6º                   | PP                   | GPV                  |
| -------------------- | -------------------- | -------------------- | -------------------- | -------------------- | -------------------- | -------------------- | -------------------- | -------------------- |
| Punti                | 9                    | 6                    | 4                    | 3                    | 2                    | 1                    | 1                    | 1                    |

| Pos | Pilota         | IGC | CT1 | RST | DSI | CT2 | Punti |
| --- | -------------- | --- | --- | --- | --- | --- | ----- |
| 1   | Jim Crawford   | Rit | 1   | 1   | 1   |     | 34    |
| 2   | Tony Trimmer   | 1   | 2   | Rit |     |     | 16    |
| 3   | Joe Castellano |     |     |     | 3   | 1   | 14    |
| 4   | Jorge Koechlin |     |     |     | 2   | 3   | 12    |
| 5   | Warren Booth   | 2   | 4   | Rit | Rit | 4   | 12    |
| 6   | John Brindley  |     | 5   |     | 4   | 2   | 11    |
| 7   | Val Musetti    | Rit | 3   | 2   |     |     | 10    |
| 8   | Steve O'Rourke |     |     | 3   |     | 6   | 5     |
| 9   | Arnold Glass   | NC  | 6   | 4   | NC  |     | 4     |
| 10  | David Williams |     |     | NC  | NC  | 5   | 2     |
| Pos | Pilota         | IGC | CT1 | RST | DSI | CT2 | Punti |

| Colore  | Risultati                                                         |
| ------- | ----------------------------------------------------------------- |
| Oro     | Vincitore                                                         |
| Argento | 2º posto                                                          |
| Bronzo  | 3º posto                                                          |
| Verde   | Finita, a punti                                                   |
| Blu     | Finita, senza punti Finita, non classificato (NC)                 |
| Viola   | Non finita (Rit)                                                  |
| Rosso   | Non qualificato (NQ) Non pre-qualificato (NPQ)                    |
| Nero    | Squalificato (SQ)                                                 |
| Bianco  | Non partito (NP)                                                  |
| Celeste | Disputa solo le prove (SP)                                        |
| Celeste | Iscritto alle prove libere - Terzo pilota (TP) - dal 2003 al 2006 |
| Vuoto   | Non prende parte alle prove (NPR)                                 |
| Vuoto   | Iscritto ma non presente, non arrivato (NA)                       |
| Vuoto   | Ritirato prima dell'evento (WD)                                   |
| Vuoto   | Infortunato (INF)                                                 |
| Vuoto   | Escluso (ES)                                                      |
| Vuoto   | Gara cancellata (C)                                               |